# Catedral de Exeter
La Catedral de Exeter, conocida oficialmente como la Iglesia Catedral de San Pedro en Exeter, es una catedral anglicana, sede del obispado de la ciudad del mismo nombre, que está en el condado de Devon, en el suroeste de Inglaterra. Finalizada hacia 1400, en estilo gótico, posee el techo abovedado ininterrumpido más largo de Inglaterra.

## Historia
La Catedral de Exeter tiene su origen en una iglesia conventual fundada por el rey Athelstan hacia 932. En 1107, William Warelwast, sobrino de Guillermo el Conquistador, fue nombrado obispo de Exeter y este fue el catalizador para la construcción de una nueva catedral en el estilo normando. La construcción comenzó en 1112 y su fundación oficial fue en 1133. De esta primera etapa permanecen las dos poderosas torres (únicas en Inglaterra ubicadas en el crucero), mientras que el resto fue reedificado en estilo gótico decorado entre 1270 y 1370. La fachada está adornada con esculturas dispuestas en tres bandas, con las figuras de Dios Padre y frisos de apóstoles, evangelistas patriarcas, profetas y reyes de Judea.

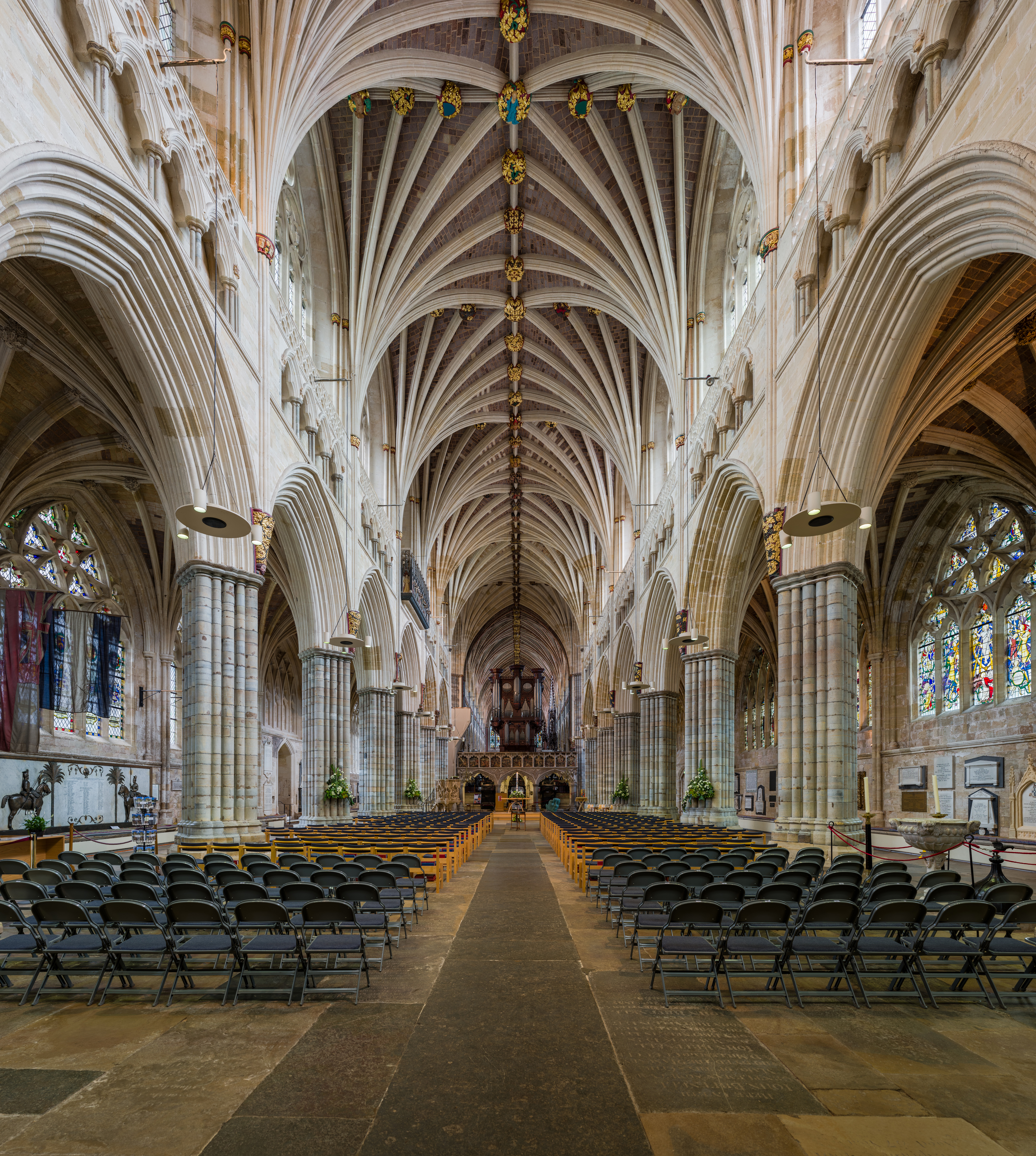
Interior de la Catedral de Exeter

El interior está dividido en tres naves sustentadas por pilares compuestos y arcadas de profundo derrame, dominadas por un delicado triforio, por las tracerías caladas y las robustas nervaduras de las bóvedas de abanico. A partir de 1316 trabaja el maestro Thomas Witney, quien construye la fachada occidental, termina la nave y ornamenta el coro, donde se introducen por primera vez los arcos conopiales. A partir de 1350 el uso de las bóvedas de abanico permiten el desarrollo de estructuras ligeras sin arbotantes, el llamado perpendicular style.
En 1655 durante el transcurso de la Guerra Civil Inglesa el claustro fue destruido a manos de los puritanos. Tras la restauración de Carlos II, John Loosemore construyó un nuevo órgano de tubos. Ya en época victoriana, se llevó a cabo una pequeña reforma dirigida por George Gilbert Scott.
La madrugada del 4 de mayo de 1942, en el transcurso de la Segunda Guerra Mundial, un bombardeo sobre la ciudad de Exeter por parte del ejército alemán afectó directamente a la catedral, que fue alcanzada por una bomba, produciendo grandes destrozos, entre otros, la destrucción por completo la capilla dedicada al apóstol Santiago. Afortunadamente, las vidrieras y otros objetos de gran valor, habían sido retirados con anterioridad y no hubo que lamentar mayores pérdidas.

## Características notables
Las características notables del interior incluyen las misericordias, la galería de los juglares, el reloj astronómico y el órgano. Las características arquitectónicas notables del interior incluyen el techo de múltiples nervios y los pilares compuestos en la arcada de la nave.
El trono del obispo de 18 metros de altura (59 pies) del coro se hizo con roble de Devon entre 1312 y 1316; la sillería del coro cercano fue hecha por George Gilbert Scott en la década de 1870. La Gran Ventana Este contiene mucho vidrio del siglo XIV, y hay más de 400 jefes de techo, uno de los cuales representa el asesinato de Thomas Becket . En la cúspide del techo abovedado se aprecian los resaltes que unen las nervaduras. Debido a que no hay una torre central, la Catedral de Exeter tiene el techo abovedado medieval ininterrumpido más largo del mundo, con aproximadamente 96 m (315 pies).

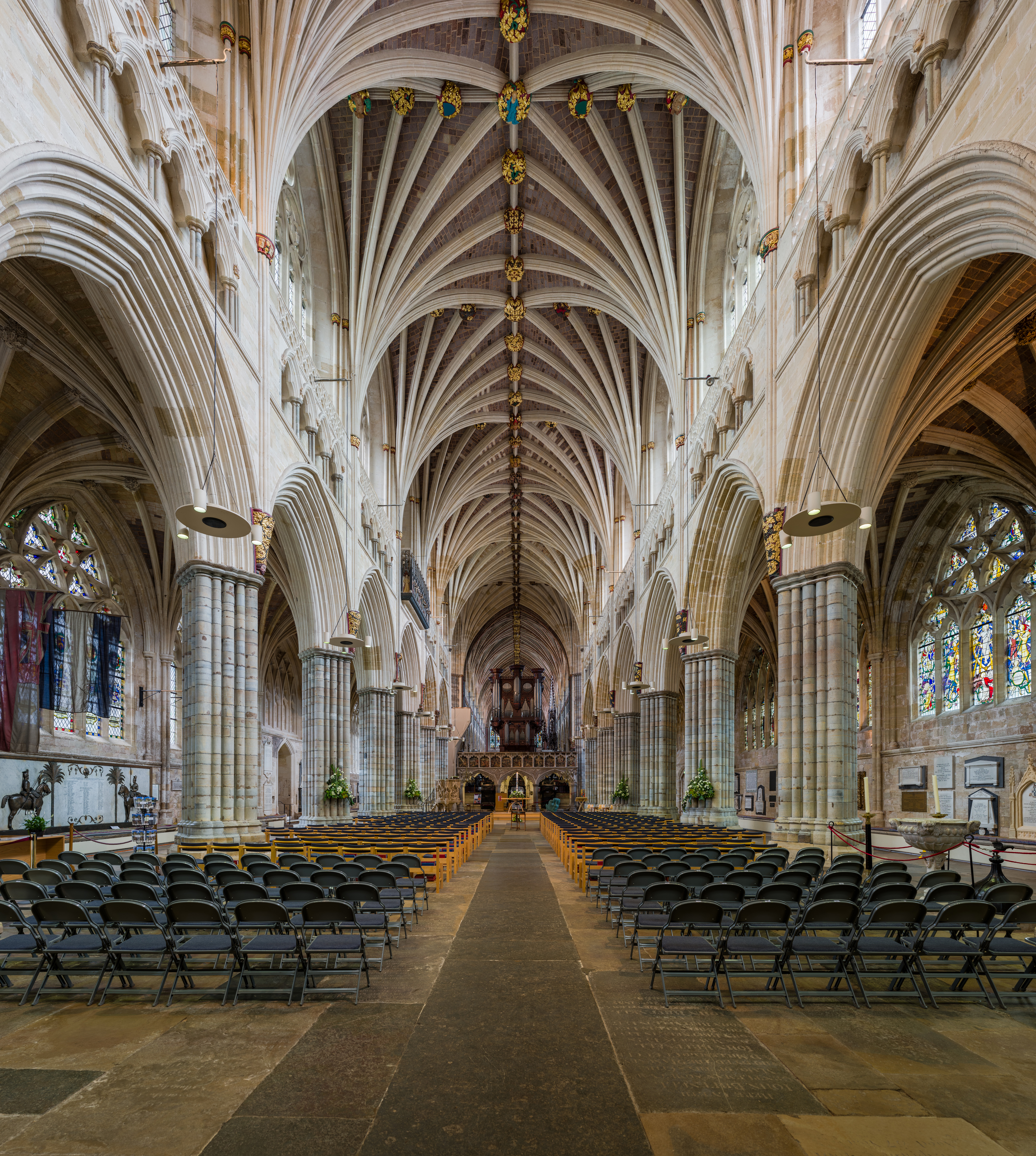
La nave mirando hacia el este hacia el órgano
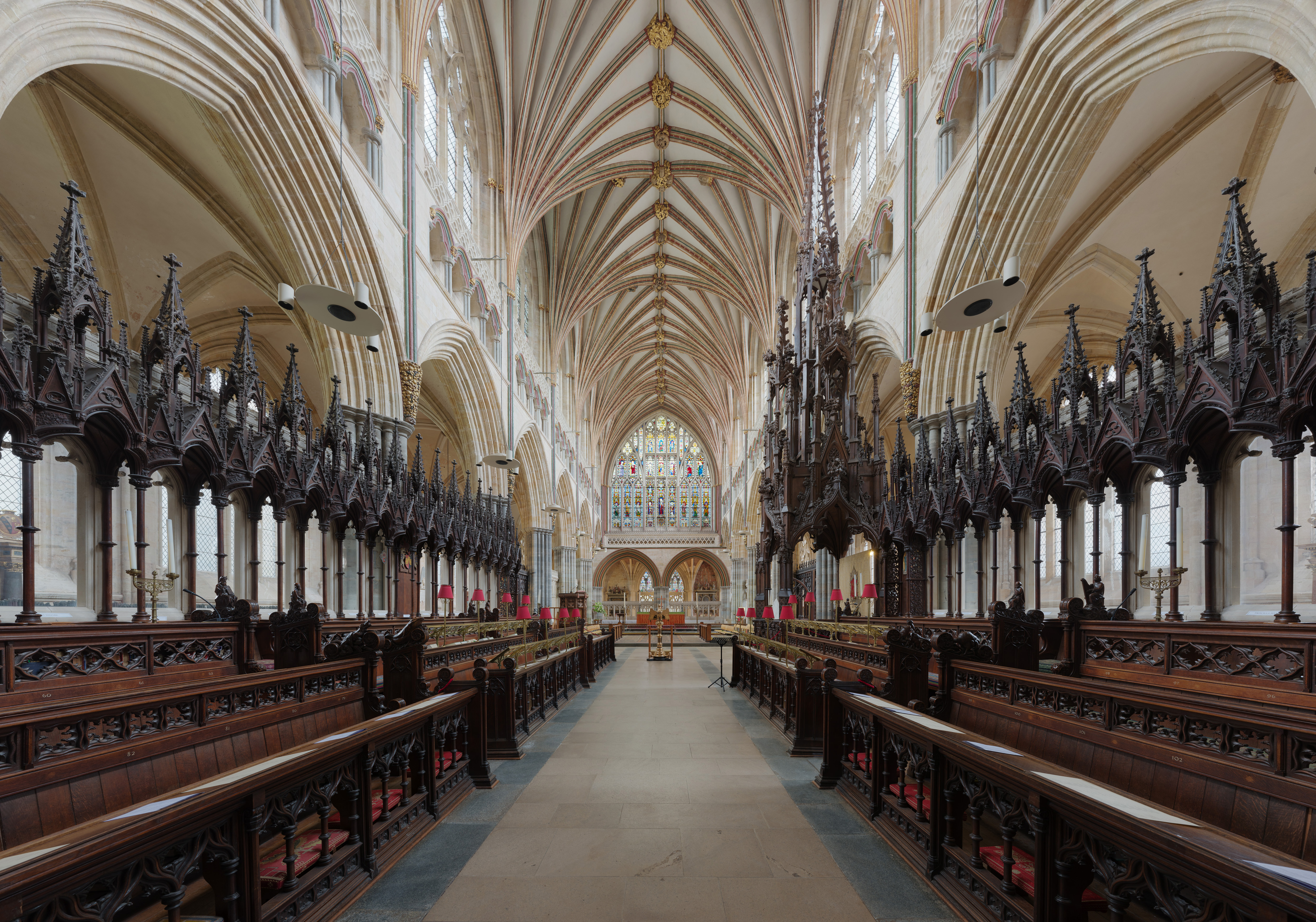
El coro mirando al este desde el órgano hacia the Lady Chapel
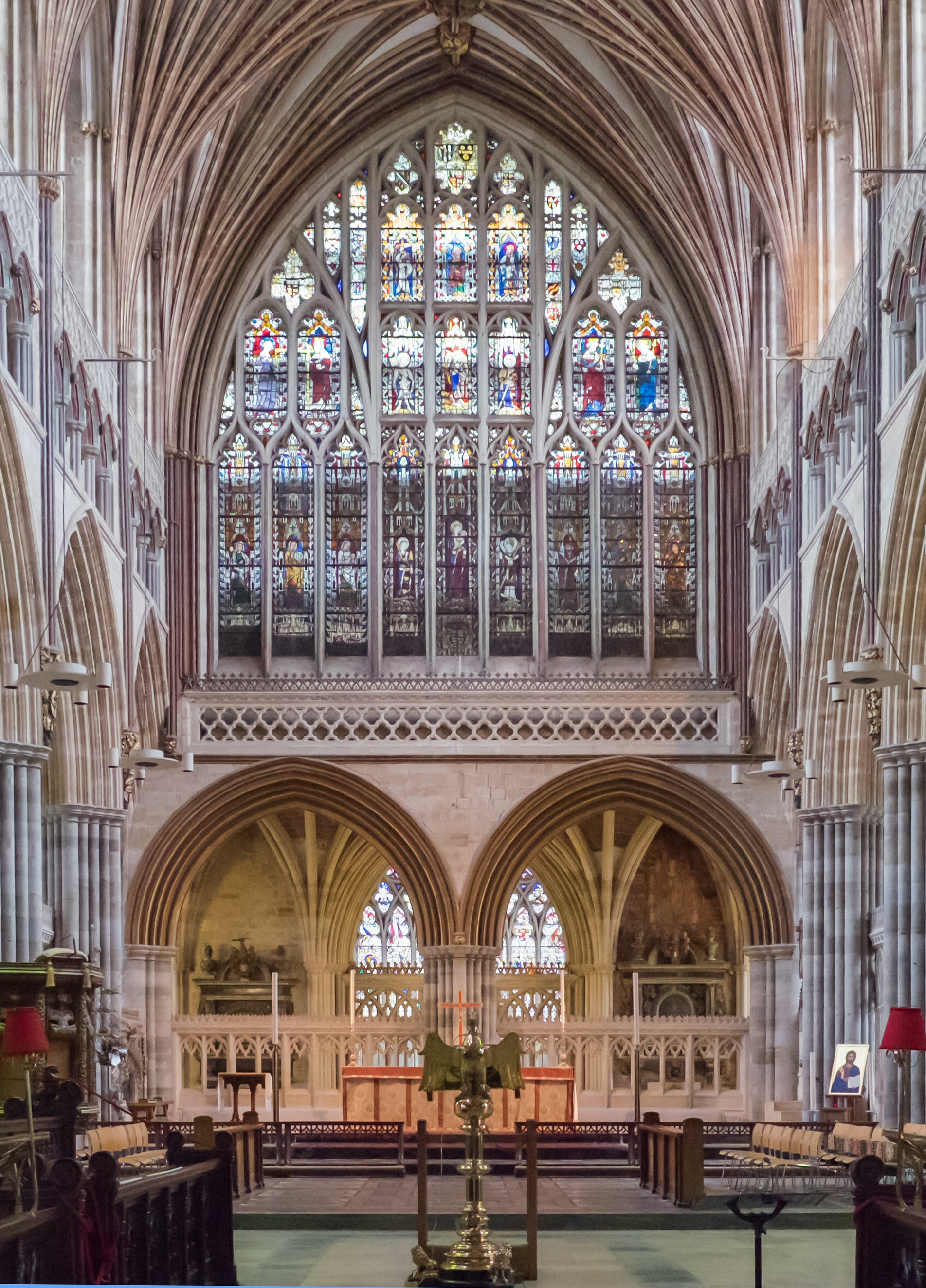
La gran ventana del este
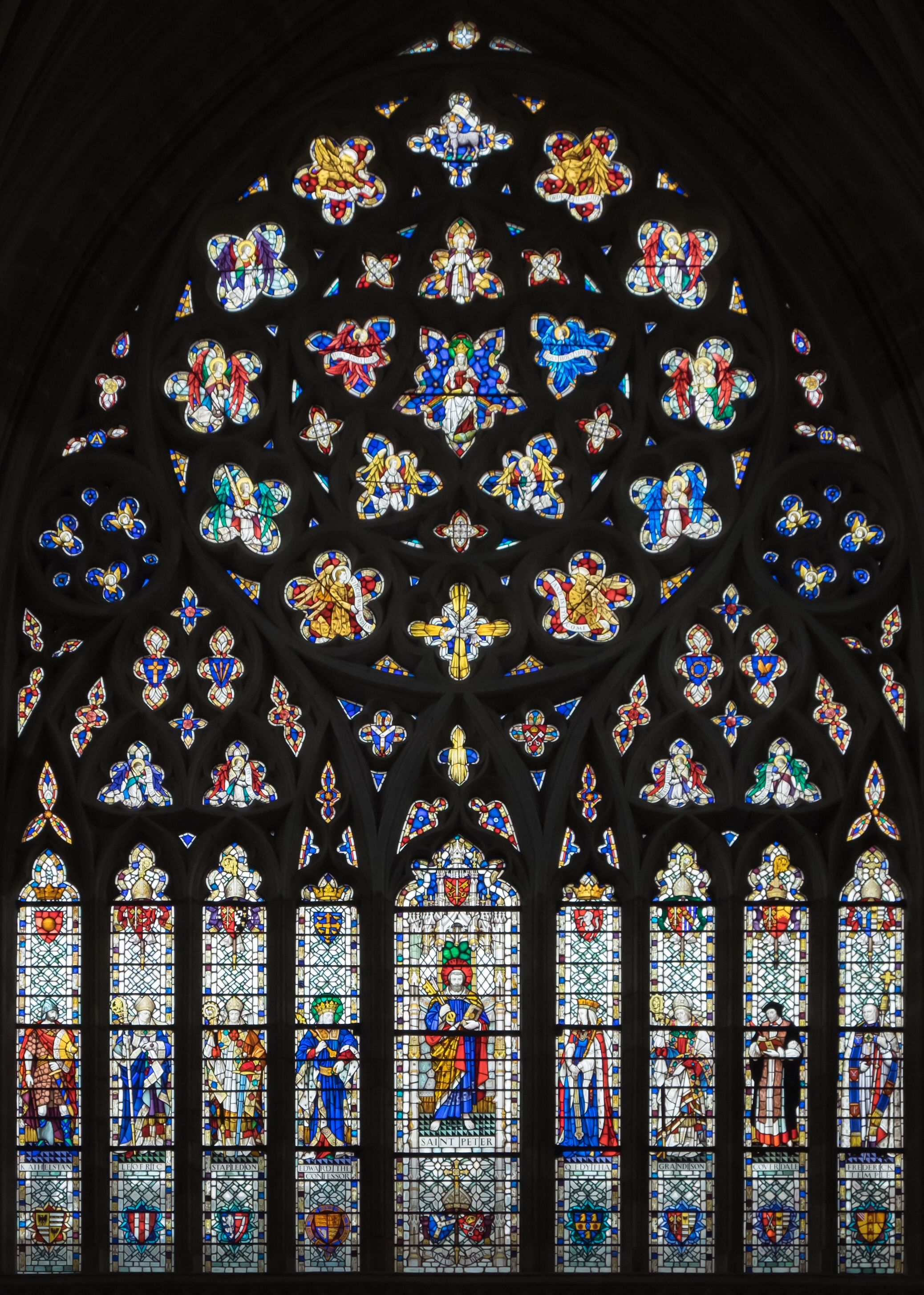
La gran ventana del oeste

### Misericordias

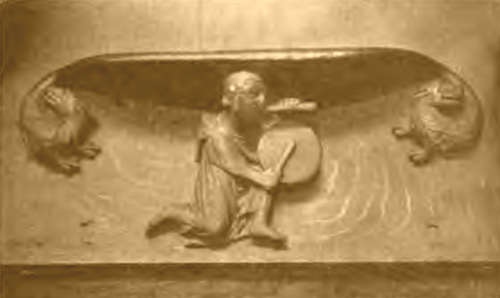
Una misericordia que representa a un músico con flauta y tambor

Las cincuenta misericordias son el primer conjunto completo del Reino Unido. Datan de dos períodos: 1220-1230 y 1250-1260. Entre otras cosas, representan la primera representación de madera conocida de un elefante en el Reino Unido.

### Galería de los juglares

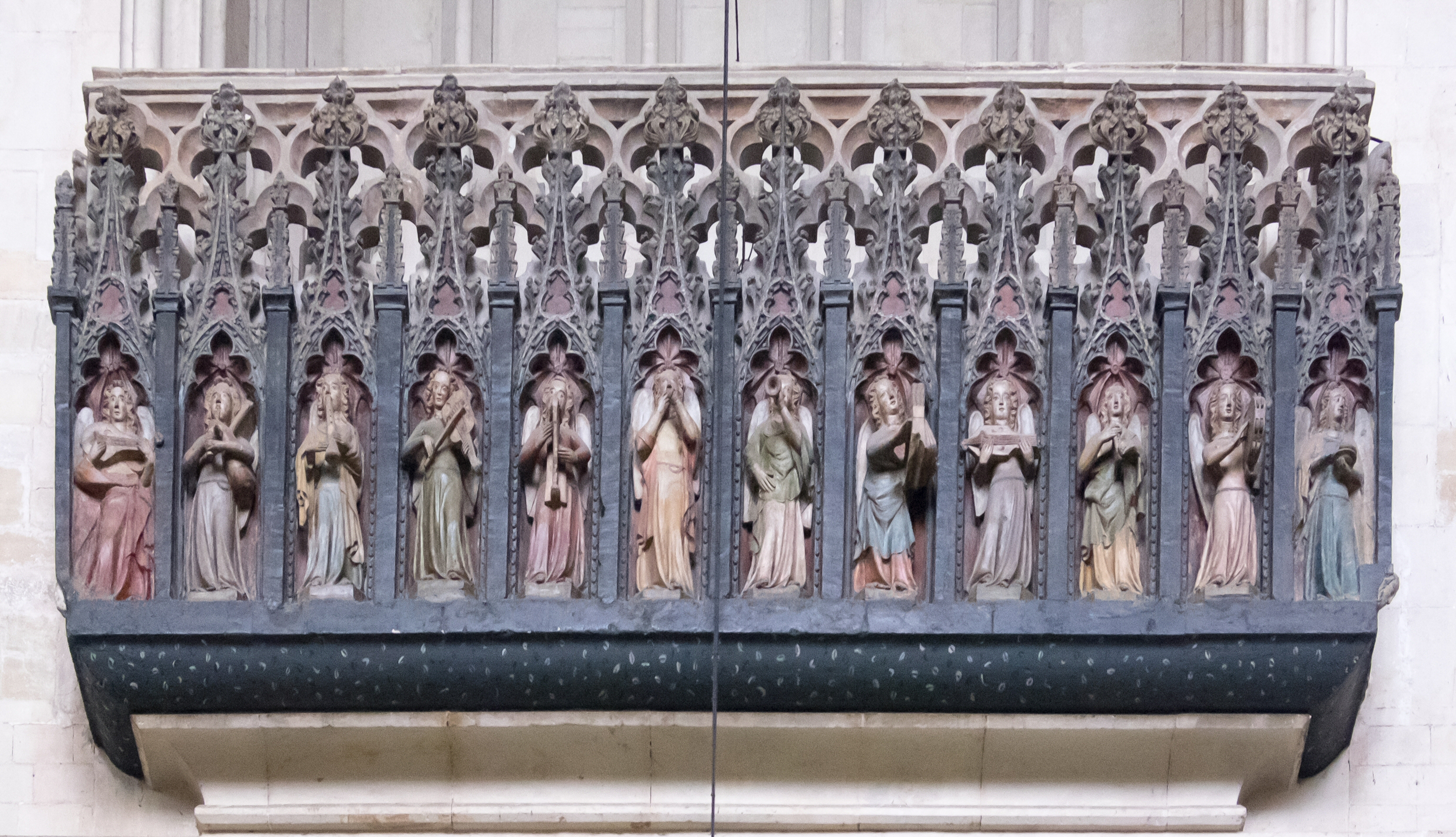
Galería de los juglares

La galería de los juglares en la nave data de alrededor de 1360 y es única en las catedrales inglesas. Su portada está decorada con 12 ángeles tallados y pintados que tocan instrumentos musicales medievales, entre los que destacan la cítara , gaita , oboe , crwth (rota o crota) , arpa , trompeta , órgano , guitarra , pandereta y platillos , con otros dos inciertos.Dado que la lista anterior se compiló en 1921, la investigación entre musicólogos ha revisado cómo se llaman algunos de los instrumentos en los tiempos modernos. Usando nombres revisados, la lista ahora debería leerse de izquierda a derecha: guiterna , gaita, chirimía , vielle , arpa, arpa judía , trompeta, órgano,  flauta dulce , pandereta, platillos.

### Reloj astronómico

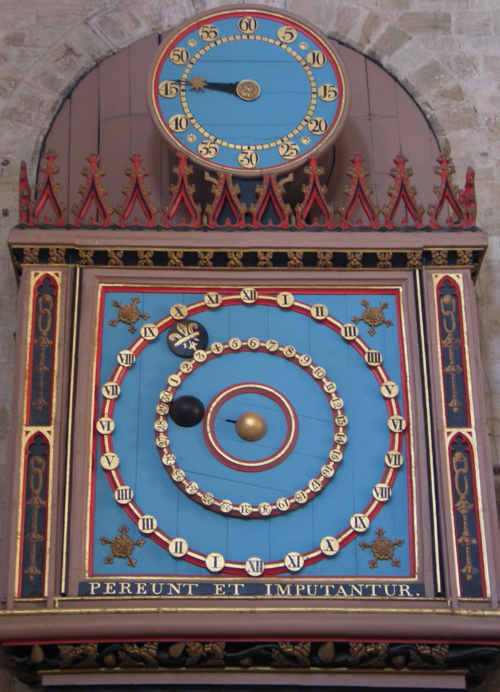
Reloj astronómico de la Catedral de Exeter

La primera noticia de la existencia de este reloj astronómico data de 1484. La estructura se divide en dos partes superpuestas: el cuadrante inferior, que data de la Edad Media, y el superior, añadido en 1759.
La esfera inferior está colocada dentro de un arcón con forma cuadrada. Lleva en el disco exterior los números del I al XII en caracteres romanos, que se repite dos veces. Un lirio dorado, que simboliza el sol, realiza una vuelta completa en 24 horas, lo que indica el tiempo. En el disco interior va numerado del 1 al 30 e indica el día del mes y la fase lunar, esta última mediante una bola pintada en blanco y negro que representa a la Luna y gira alrededor de una esfera dorada central que representa a La Tierra.
En la base puede leerse la inscripción latina Pereunt et imputantur («Las horas pasan y se cuentan»). El mecanismo interno actual del reloj fue realizado en 1885 por la firma Gillett & Johnston. En 1910 toda la maquinaria fue restaurada por John James Hall.
Una pequeña campana, colocado detrás de la línea, suena cada cuarto de hora. El cuadrante superior, colocado sin dinero en efectivo, se añadió en el siglo XVIII y se compone de un disco con una mano que marca los minutos.